# Osman II.
Osman II. (3. studenog 1604. – 20. svibnja 1622.), osmanski sultan u razdoblju od 1618. do 1622. Sin je Ahmeta I. i sultanije Mahfiruz.
U vrijeme dolaska na vlast Osman je imao samo 15 godina. Doveli su ga na vlast 1618. nakon svrgavanja njegovog prethodnika Mustafe I. Vladavina mu je obilježena mirom u Carstvu dok 1620. nisu počeli iznenadni ratovi s Poljskom.
Osmana II. nije volio ni narod, ni svećenički stalež, a niti janjičare jer je bio škrt, gramziv i surov prema janjičarima.
Sultan Osman II. je dao naredbu da se ubije njegov brat Princ Mehmet. Prije smrti Princ Mehmet ga je prokleo ovim riječima "Osman! Neka si proklet. Neka je prokleta tvoja vladavina. Neka te stigne sudbina gora od moje." Poslije toga se cijeli narod pobunio i provalili su u palaču Topkapi,ali njega nisu našli. Nakon što su ga našli odveli su ga u utvrdi Yedikule. Tamo su ga pogubili u svibnju 1622. u vrijeme pobune spahija i janjičara. Na njegovo mjesto dovode ponovo Mustafu I. čijim je svrgavanjem i došao na vlast.
Ubojstvom Osmana II., sultanija Kosem, žena tada već pokojnog sultana Ahmeda II., dala je pogubiti sve koji su sudjelovali u uroti protv Osmana.